# Boucles de l'Aulne
Els Boucles de l'Aulne, també coneguts com el Gran Premi Le Télégramme de Brest o Circuit de l'Aulne, és una cursa ciclista francesa d'un dia que es disputa pels voltants de Châteaulin, Bretanya, des de 1931.
El primer vencedor fou el francès François Jaffredou, mentre que el 1933 es disputaren dues edicions el mateix dia. Entre 1935 i 1938 es disputà en dues etapes. Fins al 1998 la cursa es corria en forma de critèrium, per passar l'any següent a ser una prova de l'UCI. El 2002 prengué el nom actual. Des del 2005 forma part de l'UCI Europa Tour amb una categoria 1.1. Entre el 2000 i el 2005 i a partir del 2011 la cursa ha format part de la Copa de França de ciclisme.

## Palmarès
| Any                                      | Vencedor                | Segon                      | Tercer                  |         |
| ---------------------------------------- | ----------------------- | -------------------------- | ----------------------- | ------- |
| Gran Premi Le Télégramme                 |                         |                            |                         |         |
| 1935                                     | Pierre Cloarec          | Paul Keravec               | Fañch Favé              |         |
| 1936                                     | Pierre Cloarec          | François Lucas             | Pierre Cogan            |         |
| 1937                                     | Pierre Cogan            | Gino Sciardis              | Pierre Cloarec          |         |
| 1938                                     | Pierre Cogan            | Christophe Taeron          | Raymond Louviot         |         |
| 1945                                     | Sylvère Jezo            | Jean-Marie Goasmat         | Jean Robic              |         |
| 1946                                     | Roger Lambrecht         | Raymond Scardin            | Oreste Beghetti         |         |
| 1947                                     | Guy Butteux             | Roger Lambrecht            | André Mahé              |         |
| 1948                                     | Amand Audaire           | Éloi Tassin                | Roger Lévêque           |         |
| 1939-1944 no disputat Circuit de l'Aulne |                         |                            |                         |         |
| 1949                                     | Louison Bobet           | Jean-Marie Goasmat         | André Gall              |         |
| 1950                                     | Pierre Molinéris        | Édouard Muller             | Yvon Nedelec            |         |
| 1951                                     | Robert Desbats          | Fernand Picot              | Georges Gilles          |         |
| 1952                                     | Rik Van Steenbergen     | Adolphe Deledda            | Jacques Dupont          |         |
| 1953                                     | Louison Bobet           | Joseph Le Cadet            | Jacques Anquetil        |         |
| 1954                                     | Fernand Picot           | Fritz Schär                | Maurice Nauleau         |         |
| 1955                                     | Jacques Dupont          | Jean Bobet                 | Jean Bourlès            |         |
| 1956                                     | Valentin Huot           | Alfred De Bruyne           | André Darrigade         |         |
| 1957                                     | Amand Audaire           | Albert Bouvet              | Valentin Huot           |         |
| 1958                                     | Gérard Saint            | Alfred De Bruyne           | Louison Bobet           |         |
| 1959                                     | Jean Gainche            | Louison Bobet              | Joseph Groussard        |         |
| 1960                                     | Jean Stablinski         | Joseph Morvan              | Joseph Velly            |         |
| 1961                                     | Joseph Morvan           | Jacques Simon              | André Darrigade         |         |
| 1962                                     | Jacques Anquetil        | Manuel Manzano             | André Darrigade         |         |
| 1963                                     | Rik Van Looy            | Frans Melckenbeeck         | Rudi Altig              |         |
| 1964                                     | Rik Van Looy            | Jean Stablinski            | Jean Gainche            |         |
| 1965                                     | Guy Ignolin             | Jacques Anquetil           | François Hamon          |         |
| 1966                                     | Eddy Merckx             | Felice Gimondi             | Lucien Aimar            |         |
| 1967                                     | Raymond Poulidor        | Roger Pingeon              | Guy Ignolin             |         |
| 1968                                     | Jacques Anquetil        | Raymond Poulidor           | Felice Gimondi          |         |
| 1969                                     | Eddy Merckx             | Eric De Vlaeminck          | Julien Stevens          |         |
| 1970                                     | Walter Godefroot        | Franco Bitossi             | Eddy Merckx             |         |
| 1971                                     | Jesús Luis Ocaña Pernía | Herman Van Springel        | Jean-Claude Daunat      |         |
| 1972                                     | Cyrille Guimard         | Walter Godefroot           | Eddy Merckx             |         |
| 1973                                     | Roger De Vlaeminck      | Bernard Thévenet           | Jesús Luis Ocaña Pernía |         |
| 1974                                     | Herman Van Springel     | Alain Santy                | Roger De Vlaeminck      |         |
| 1975                                     | Eddy Merckx             | Hennie Kuiper              | Alain Santy             |         |
| 1976                                     | Joop Zoetemelk          | Bernard Thévenet           | Eddy Merckx             |         |
| 1978                                     | Bernard Hinault         | Roger De Vlaeminck         | Joop Zoetemelk          |         |
| 1979                                     | Bernard Hinault         | Walter Godefroot           | Roger Legeay            |         |
| 1980                                     | Daniel Willems          | Bernard Hinault            | Jacques Bossis          |         |
| 1981                                     | Bernard Hinault         | Francesco Moser            | Gerrie Knetemann        |         |
| 1982                                     | Francesco Moser         | Marc Madiot                | Jacques Bossis          |         |
| 1983                                     | Laurent Fignon          | Sean Kelly                 | Robert Alban            |         |
| 1984                                     | Marc Madiot             | Bernard Bourreau           | Gilbert Duclos-Lassalle |         |
| 1985                                     | Bernard Hinault         | Marc Madiot                | Gilbert Duclos-Lassalle |         |
| 1987                                     | Gilbert Duclos-Lassalle | Jean-François Bernard      | Laurent Fignon          |         |
| 1988                                     | Franck Pineau           | Dominique Arnaud           | Yves Bonnamour          |         |
| 1989                                     | Charly Mottet           | Greg LeMond                | Laurent Fignon          |         |
| 1990                                     | Ronan Pensec            | Jean-Claude Colotti        | Greg LeMond             |         |
| 1991                                     | Jean-François Bernard   | Gianni Bugno               | Miguel Indurain Larraya |         |
| 1992                                     | Miguel Indurain Larraya | Gilbert Duclos-Lassalle    | Thierry Marie           |         |
| 1993                                     | Gérard Rué              | Jean-Claude Colotti        | Laurent Jalabert        |         |
| 1994                                     | Richard Virenque        | Christopher Miles Boardman | Stéphane Heulot         |         |
| 1995                                     | Laurent Jalabert        | Bjarne Riis                | Eddy Seigneur           |         |
| 1996                                     | Abraham Olano Manzano   | Richard Virenque           | Ievgueni Berzin         |         |
| 1997                                     | Laurent Jalabert        | Richard Virenque           | Ronan Pensec            |         |
| 1998                                     | Marco Pantani           | Luc Leblanc                | Frank Vandenbroucke     |         |
| 1999                                     | Claude Lamour           | Vincent Cali               | Charles Guilbert        |         |
| 2000                                     | Walter Bénéteau         | Patrice Halgand            | Saulius Ruškys          |         |
| 2001                                     | Patrice Halgand         | Marcus Ljungqvist          | Stéphane Heulot         |         |
| 2002                                     | Christopher Jenner      | Olivier Asmaker            | Christophe Rinero       |         |
| 2003                                     | Walter Bénéteau         | Sandy Casar                | Manu Lhoir              |         |
| 2004                                     | Frédéric Finot          | Alexandre Naulleau         | Sergey Krushevskiy      |         |
| Boucles de l'Aulne                       |                         |                            |                         |         |
| 2006                                     | Johan Coenen            | Walter Bénéteau            | Benoît Sinner           |         |
| 2007                                     | Romain Feillu           | Saïd Haddou                | Leonardo Fabio Duque    |         |
| 2008                                     | Romain Feillu           | Nico Sijmens               | Christophe Mengin       |         |
| 2009                                     | Maxime Bouet            | Anthony Roux               | Mickaël Larpe           |         |
| 2005 no disputat                         |                         |                            |                         |         |
| 2010                                     | Jean-Luc Delpech        | Laurent Pichon             | Romain Hardy            |         |
| 2011                                     | Martijn Keizer          | Anthony Delaplace          | Anthony Charteau        |         |
| 2012                                     | Sébastien Hinault       | Laurent Pichon             | Romain Feillu           |         |
| 2013                                     | Mathieu Ladagnous       | Yannick Martinez           | Armindo Fonseca         |         |
| 2014                                     | Alexis Gougeard         | Rémy di Grégorio           | Rudy Kowalski           |         |
| 2015                                     | Alo Jakin               | Steven Tronet              | Laurent Pichon          |         |
| 2016                                     | Samuel Dumoulin         | Arthur Vichot              | Clément Venturini       |         |
| 2017                                     | Odd Christian Eiking    | David Gaudu                | Laurent Pichon          |         |
| 2018                                     | Kévin Le Cunff          | Arthur Vichot              | Guillaume Martin        |         |
| 2019                                     | Alexis Gougeard         | Quentin Jauregui           | Julien El Fares         |         |
| 2020                                     | suspesa                 | suspesa                    | suspesa                 | suspesa |
| 2021                                     | Stan Dewulf             | Valentin Madouas           | Mathieu Burgaudeau      |         |
| 2022                                     | Idar Andersen           | Jesús Herrada López        | Stan Dewulf             |         |
| 2023                                     | Greg Van Avermaet       | Florian Vermeersch         | Jon Barrenetxea         |         |
| 2024                                     | Axel Zingle             | Alexandre Delettre         | Mads Würtz Schmidt      |         |
| 2025                                     |                         |                            |                         |         |